# Scinax fuscovarius
A Scinax fuscovarius a kétéltűek (Amphibia) osztályának békák (Anura) rendjébe és a levelibéka-félék (Hylidae) családjába tartozó faj.

## Előfordulása
A faj Argentínában, Bolíviában, Brazíliában, Paraguayban és Uruguayban él. Természetes élőhelye a nedves szavannák, szubtrópusi vagy trópusi nedves bozótosok, szubtrópusi vagy trópusi magashegyi nedves bozótosok, szubtrópusi vagy trópusi száraz síkvidéki rétek, szubtrópusi vagy trópusi időszakosan nedves vagy elárasztott rétek, időszakos édesvizű tavak,  időszakos édesvizű mocsarak, legelők, kertek, lakott területek, lepusztult erdők.